# Underclass Hero
Underclass Hero е четвъртият студиен албум на канадската рок група Sum 41. Това е единственият запис, който е направен само с трима членове на групата, тъй като Дейв Бакш напуска преди година, за да се съсредоточи върху Brown Brigade. Първият албум е издаден на 18 юли 2007 г. в Япония от Island Records и разпространен по целия свят чрез Universal Records, от Aquarius Records. Обложката на албума е снимка с певеца Дерик Уибли, който плюе през нощта. Този албум включва повече алтърнътив рок песни от предишните им албуми. Въпреки смесените отзиви, албумът постига успех в чартовете на Канада и САЩ, достигайки своя връх – номер 1 в канадската класация и №7 в Billboard 200 на САЩ. Това е последното издание на Sum 41 в Aquarius Records.

## Песни
1. Underclass Hero 3:14
2. Walking Disaster 4:46
3. Speak Of The Devil 3:58
4. Dear Father 3:52
5. Count Your Last Blessings 3:03
6. Ma Poubelle 0:55
7. March Of The Dogs 3:09
8. The Jester 2:48
9. With Me 4:51
10. Pull The Curtain 4:18
11. King Of Contradiction 1:40
12. Best Of Me 4:25
13. Confusion And Frustration In Modern Times 3:46
14. So Long Goodbye 3:01
15. Look At Me (Песента започва от 2:00 заради скритата песен която е тишина.) 4:03
16. No Apologies 2:58
17. This Is Goodbye 2:28
18. Take A Look At Yourself 3:24
19. Walking Disaster (Live At The Studio) 4:22
20. Count Your Last Blessings (Live At The Studio) 2:41